# Mahes Bhúpati
Mahes Srínivász Bhúpati (महेश भूपति; Madrász, 1974. június 7.) indiai hivatásos teniszező.
Legjobb eredményeit párosban éri el: összesen 43 ATP-tornát nyert meg. 1997-ben ő lett hazája első Grand Slam-győztese, amikor Rika Hirakival megnyerték a Roland Garros vegyes páros versenyét. Összesen 10-szer diadalmaskodott Grand Slam-tornákon: 4-szer párosban, 6-szor vegyes párosban, ahol teljesítette a karrier Grand Slamet is. 10-szer nyert Masters-tornát is. 1999-ben honfitársával, Lindzser Peddzsel ők lettek az első páros az open érában, akik bejutottak mind a négy Grand Slam-döntőjébe, ebben az évben ők lettek a világelsők is.

## Grand Slam-győzelmei

### Páros
| Év   | Helyszín      | Partner        | Ellenfelek a döntőben           | Eredmény a döntőben |
| ---- | ------------- | -------------- | ------------------------------- | ------------------- |
| 1999 | Roland Garros | Lijendar Pedzs | Goran Ivanišević / Jeff Tarango | 6–2, 7–5            |
| 1999 | Wimbledon     | Lijendar Pedzs | Paul Haarhuis / Jared Palmer    | 6–7, 6–3, 6–4, 7–6  |
| 2001 | Roland Garros | Lijendar Pedzs | Petr Pála / Pavel Vízner        | 7–6, 6–3            |
| 2002 | US Open       | Makszim Mirni  | Jiří Novák / Radek Štěpánek     | 6–3, 3–6, 6–4       |

### Vegyes páros
| Év   | Helyszín        | Partner            | Ellenfelek a döntőben               | Eredmény a döntőben |
| ---- | --------------- | ------------------ | ----------------------------------- | ------------------- |
| 1997 | Roland Garros   | Rika Hiraki        | Patrick Galbraith / Lisa Raymond    | 6–4, 6–1            |
| 1999 | US Open         | Szugijama Ai       | Donald Johnson / Kimberly Po        | 6–4, 6–4            |
| 2002 | Wimbledon       | Jelena Lihovceva   | Daniela Hantuchová / Kevin Ullyett  | 6–2, 7–5            |
| 2005 | Wimbledon       | Mary Pierce        | Paul Hanley / Tetyana Perebijnyisz  | 6–4, 6–2            |
| 2005 | US Open         | Daniela Hantuchová | Katarina Srebotnik / Nenad Zimonjić | 6–4, 6–2            |
| 2006 | Australian Open | Martina Hingis     | Jelena Lihovceva / Daniel Nestor    | 6–3, 6–3            |